# William John Macleay
William John Macleay (13 tháng 6 năm 1820 – 7 tháng 12 năm 1891) là một chính trị gia, nhà tự nhiên học, nhà động vật học, và nhà bò sát-lưỡng cư học người Scotland–Úc.

## Thiếu thời
Macleay sinh ra tại thị trấn Wick, Caithness (Scotland), là con trai thứ hai của Kenneth Macleay xứ Keiss và phu nhân Barbara, nhũ danh Horne. Macleay được giáo dục tại Học viện Edinburgh từ năm 1834 đến 1836 và sau đó theo học ngành y tại Đại học Edinburgh.
Năm Macleay 18 tuổi, bà Barbara mẹ ông qua đời, còn cha ông đã mất trước đó, vì vậy nên Macleay quyết định di cư đến Úc với người anh em họ của mình là William Sharp MacLeay. Họ cập cảng Sydney vào tháng 3 năm 1839 trên con tàu HMS Royal George. John Macleay ban đầu sống ở Goulburn, New South Wales, sau đó chuyển đến ở gần sông Murrumbidgee.
Macleay đến sống ở Sydney từ năm 1857, và cũng là năm ông kết hôn với Susan Emmeline Deas-Thomson.

## Sự nghiệp chính trị
Vào ngày 1 tháng 3 năm 1855, Macleay được bầu vào Hội đồng lập pháp ở New South Wales. Vào ngày 19 tháng 4 năm 1856, ông lại được bầu vào Hội nghị lập pháp và phục vụ cho đến ngày 11 tháng 4 năm 1859.

## Sự nghiệp động vật học
Sau khi chuyển đến Sydney, Macleay đã bắt đầu thực hiện một bộ sưu tập nhỏ về côn trùng, và bắt đầu mở rộng đáng kể vào năm 1861. Vào tháng 4 năm 1862, một Hiệp hội Côn trùng học được thành lập ở địa phương, Macleay được bầu làm chủ tịch và tại vị trong hai năm. Macleay không chỉ là tác giả của một số lượng lớn các bài báo cáo trong hội đồng, mà còn đứng rạ chịu phần lớn các công tác phí. Ông đã kế thừa bộ sưu tập của người anh em họ sau khi W. S. Macleay mất vào năm 1865, và vào năm 1874, ông quyết định phát triển nó, từ một bộ sưu tập côn trùng học thành một bộ sưu tập động vật học.
Cũng trong năm 1874, Hiệp hội Linnean của New South Wales được thành lập, trong đó Macleay được bầu làm chủ tịch đầu tiên. Tháng 5 năm 1875, trên con thuyền ba buồm Chevert, Macleay lên đường đến New Guinea, nơi ông thu được thứ mà ông gọi là "một bộ sưu tập khổng lồ và có giá trị" về các mẫu vật của động vật.
Sau khi trở về từ New Guinea, Macleay đã cung cấp nhiều quyển sách và tài liệu phục vụ cho mục đích khoa học, tuy nhiên tất cả đều bị phá hủy khi cung điện Garden, nơi lưu trữ các tài liệu bị thiêu rụi vào tháng 9 năm 1882. Bất chấp khó khăn, hội Linnean vẫn tiếp tục phát triển và cho xây một thư viện khác. Năm 1885, Macleay đã cho xây một tòa nhà để sử dụng cho việc hội họp ở Vịnh Elizabeth, một khu ngoại ô ở phía đông Sydney và quyên tặng với số tiền là 14.000 bảng Anh.
Năm 1881, hai quyển Descriptive Catalogue of Australian Fishes mô tả về các loài cá ở Úc của Macleay được xuất bản. Ba năm sau, quyển Census of Australian Snakes nghiên cứu về các loài rắn ở Úc của ông được tái bản. Macleay cũng mong muốn xuất bản một danh mục mô tả các loài ruồi của Úc, nhưng sức khỏe của ông bắt đầu suy yếu và bản mô tả này không được hoàn thành.